# Dinalva Oliveira Teixeira
Dinalva Conceição Oliveira Teixeira (Castro Alves, 16 de maio de 1945 – Araguaia, 16 de julho de 1974), ou "Dina", foi uma estudante e guerrilheira brasileira, integrante da Guerrilha do Araguaia, movimento guerrilheiro criado pelo Partido Comunista do Brasil (PCdoB) durante a ditadura militar brasileira.
Formada em Geologia pela Universidade Federal da Bahia em 1968, "Dina" foi a mais famosa e temida de todas as guerrilheiras do Araguaia. Militante do movimento estudantil baiano em 1967 e 1968, tendo sido presa, casou com seu colega de turma Antônio Carlos Monteiro Teixeira — que na guerrilha teria o codinome "Antônio da Dina" — e mudaram-se para o Rio de Janeiro, onde trabalharam no Ministério de Minas e Energia, e como militantes comunistas faziam trabalho social nas favelas cariocas.
Dinalva Conceição Oliveira Teixeira se enquadra como desaparecida política. Isso porque os seus restos mortais não foram encontrados e nem entregues para os familiares. Com isso, Dinalva não pôde ser sepultada até hoje.

## Biografia
Dinalva Conceição Oliveira Teixeira nasceu no dia 16 de maio de 1945, no Distrito do Argoim, hoje pertencente ao município de Castro Alves, Bahia. Era filha de Elza Conceição Bastos e Viriato Augusto de Oliveira.
Dinalva realizou a educação primária na Escola Rural de Argoim. Depois de se mudar para Salvador, ela fez o ginásio (atual ensino fundamental II) no Instituto de Educação Isaías Alves. No mesmo colégio, também estudaram Anísio Teixeira e Milton Santos. O ensino médio foi completado no Colégio Estadual da Bahia.
Dina fez graduação e se formou em Geologia na Universidade Federal da Bahia (UFBA) em 1968. Durante a universidade, morou na Casa do Estudante e tinha muito contato com o movimento estudantil. Dina era representante da Residência Universitária Feminina.
Em 1967, já atuante no PCdoB juntamente com Antônio Carlos Monteiro Teixeira, Dinalva encabeça uma chapa para a disputa da União de Estudantes da Bahia (UEB). Mesmo sem ser eleitos já se mostravam lideranças importantes no estado. Em 1969 casou-se com Antônio Carlos Monteiro Teixeira e posteriormente, por conta da repressão que os perseguia, mudaram-se para o Rio de Janeiro.
Nessa época, tanto Dinalva como o marido Antônio atuavam no Departamento Nacional de Produção Mineral, do Ministério de Minas e Energia. No ano seguinte, em maio de 1970, eles se mudaram e foram para a área do Araguaia.
Já no Araguaia, Dinalva teria se separado de Antônio Carlos Monteiro Teixeira, conhecido como Antônio da Dina, em abril de 1972. Então, teria iniciado um relacionamento com o jornalista e também militante do PCdoB Gilberto Olímpio Maria, até a morte dele no Natal de 1973, resultado de um ataque ao acampamento da Comissão Militar da guerrilha.

## Araguaia
Dina e Antônio chegaram ao Araguaia em maio de 1970, como integrantes do grupo montado pelo PCdoB para criar uma guerrilha de caráter revolucionário na região e iniciar a luta armada rural contra o governo militar. Como professora e parteira, Dina ganhou fama e admiração entre os humildes habitantes da região nos anos de preparação da guerrilha, entre 1970 e 1972. Montou também um negócio de venda de cigarros e bebidas chamado "Tabacaria da Dina".
Mas sua fama maior veio da sua capacidade militar. Exímia atiradora, com grande preparo físico, espírito de liderança e personalidade decidida, foi a única mulher a ser vice-comandante de um destacamento da guerrilha, o Destacamento C. Seu nome era temido entre os recrutas convocados pelo exército para participar das operações de combate no Araguaia. Enfrentou tropas militares por várias vezes, ferindo soldados e oficiais, sempre conseguindo escapar aos cercos do inimigo. Entre os caboclos da região, corria a lenda de que era invencível, pois, se ferida, "desaparecia transformando-se numa borboleta".
Os militares tinham especial determinação em encontrá-la, considerando-a "perigosíssima" e uma ameaça à ação militar na região, no intuito de destruir o mito criado entre o povo do Araguaia para desmoralizar a guerrilha. Sua morte tornou-se necessária para o exército.

### Prisão e morte
Sobrevivente do ataque à comissão militar da guerrilha no dia de Natal de 1973, que matou cinco guerrilheiros, incluindo o comandante geral Maurício Grabois, Dina embrenhou-se na selva com outros companheiros e desapareceu até junho de 1974, quando foi presa, fraca, doente e desnutrida, sem comer açúcar ou sal há meses, vagando na mata perto da localidade de "Pau Preto", com a companheira de guerrilha "Tuca", a enfermeira parasitóloga paulista Luiza Augusta Garlippe.
Levada à base em Xambioá, permaneceu presa e foi torturada por duas semanas, sem prestar qualquer informação aos militares do serviço de inteligência do exército, CIEx, que sempre quiseram prendê-la viva. Foi colocada num helicóptero pelo então capitão Sebastião de Moura e levada para uma mata próxima, onde foi executada a tiros, a seu pedido de frente, pelo sargento do exército Joaquim Arthur Lopes de Souza — codinome "Ivan", um ex-seminarista e um dos muitos militares infiltrados secretamente na área da guerrilha — em julho de 1974. Dada como desaparecida política, seu corpo nunca foi encontrado.
Um suposto último diálogo com seu executor, antes da morte teria sido:

"Dina" — Vou morrer agora?

"Ivan" — Vai. Agora você vai ter que ir.

"Dina" — Quero morrer de frente.

"Ivan" — Então vira pra cá.

### Sepultamento
Por não terem sido entregues os seus restos mortais aos seus familiares, Dinalva Oliveira Teixeira é considerada desaparecida politica e, por isso, ainda não houve sepultamento. Conforme o exposto, o Estado “tem o dever de investigar e, eventualmente, punir os responsáveis” e, dessa forma, dando sequência às investigações sobre o caso de Dinalva e punir eventuais responsáveis, alem de determinar o paradeiro das vítimas.

## Homenagens
Há três ruas que possuem o nome Dinalva Conceição Oliveira Teixeira, uma em Campinas, outra em São Paulo e uma na cidade do Rio de Janeiro.
Em sua cidade natal, Castro Alves, na Bahia, há uma avenida que leva seu nome.